# 基隆市公車
基隆市公車是位於台灣基隆市境內之公車路線，由基隆市政府轄下的「公共汽車管理處」（簡稱基隆市公車處）負責營運。

## 概要

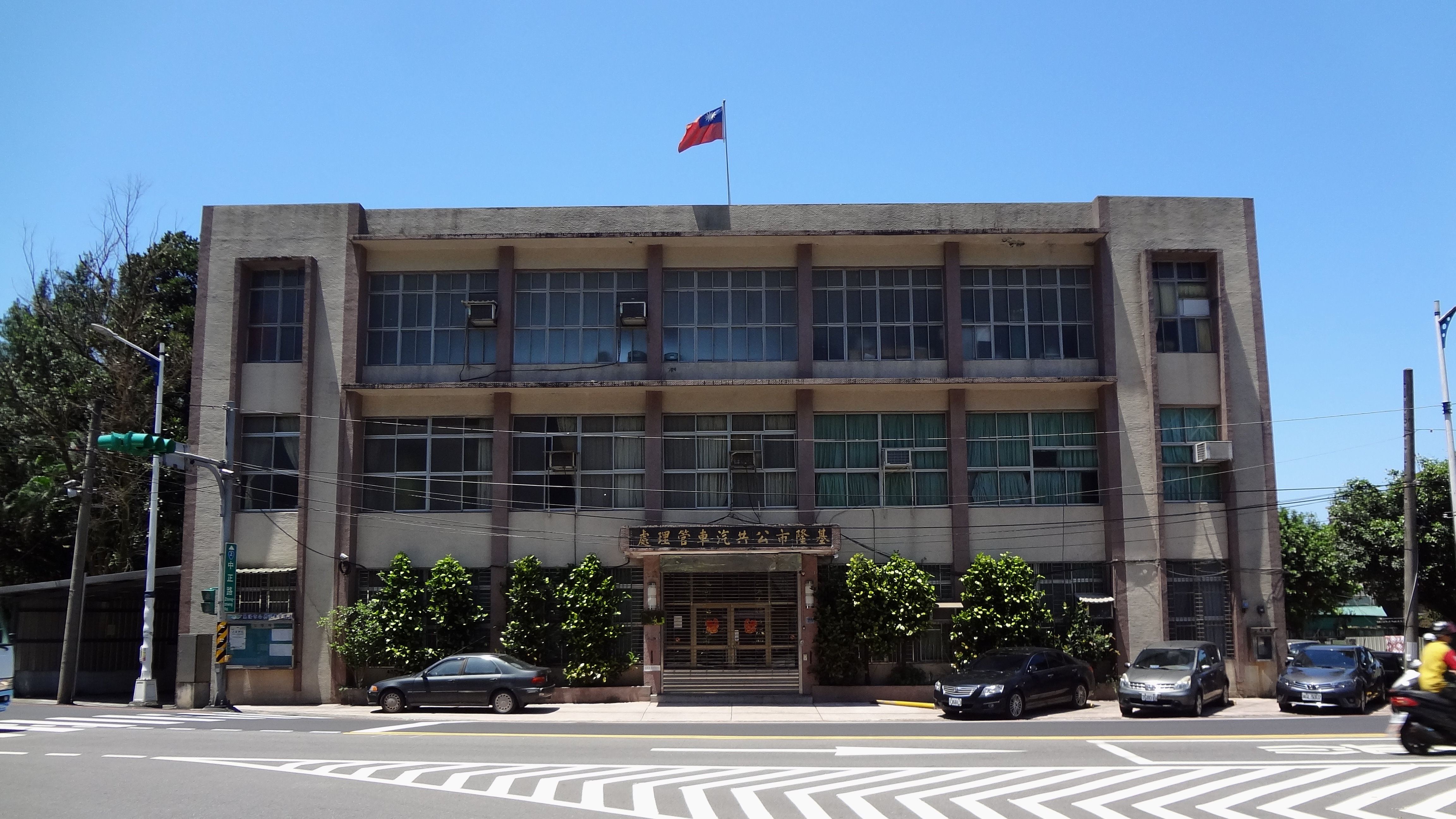
位於大沙灣的基隆市公共汽車管理處舊址

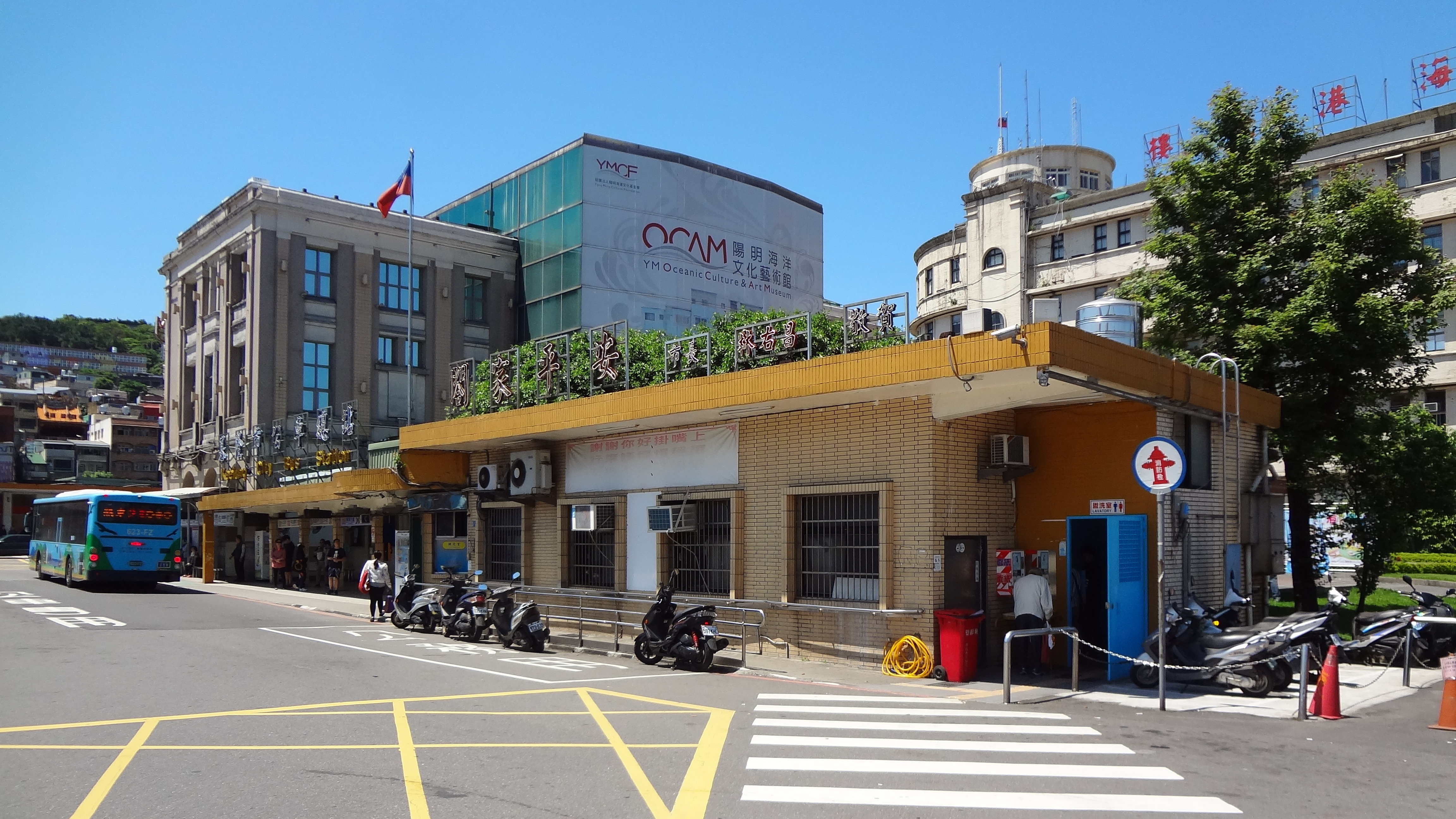
已拆除的基隆市公車總站

基隆市公車之路線主要以基隆車站為中心向市內各大道路延伸，行車路線計45條，平均每日行駛約1,400班次，每日載客人數約74,000人次。除一般路線外，尚包括遊園公車（中正公園遊園公車）、愛心公車（和平島─長庚醫院、信義國中─國家新城）、聯線公車（堵南里─國家新城）、休閒農業公車（七堵郵局─各休閒農場─七堵停車場）。

## 歷史
基隆市的公共汽車發展，起源於日治時代中期。進入中華民國時代後，鑑於市區交通之需要，基隆市政府利用日治時代基隆市役所擁有的大型自動車（巴士），於1946年4月9日成立「基隆市公共汽車管理所」，負責經營市區交通業務。1947年3月初，基隆市公共汽車管理所一度改隸臺灣省公路局，但於同年6月5日恢復市營。1952年8月1日，奉臺灣省政府核准，基隆市公共汽車管理所改為「基隆市公共汽車管理處」，為市屬交通事業單位。
2012年8月9日，基隆客運開闢基隆市內臺鐵捷運化接駁公車路線，為基隆市公車首度有民營業者加入營運；基隆市公車三碼路線仍由基隆市公共汽車管理處獨家經營。
2017年7月1日，基隆市公共汽車管理處乘客申訴專線由基隆市政府交通旅遊處電話號碼改為基隆市政府1999專線。
2019年9月25日，基隆市政府交通旅遊處分拆為交通處與觀光及城市行銷處，基隆市公車主管機關為交通處。
2021年3月21日，因應基隆市國門廣場施工，基隆市公共汽車管理處於基隆車站前設置之基隆市公車總站封閉。2021年中，基隆市公車總站拆除。

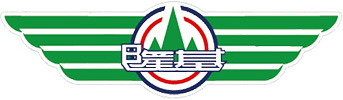
基隆市公車處的舊標誌

2022年為配合基隆城市博覽會及展現新的城市意象，基隆市公車推出新塗裝，以白色為底置入城市品牌logo K設計。

## 車內系統
- 驗票系統技術由Acer提供，為配合多元支付服務，於2023年陸續更換成黑白機(具有掃碼功能)。
- 車輛動態資訊系統與到站語音播報系統原為立皓科技提供，於2022年為配合與公路總局系統連線，並優化智慧站牌及市公車動態(加入公路總局app)，故重新招標，最終由中華電信得標。
- 路線機設備原為立皓科技提供，2022年後新購車及舊車設備汰換改由北圜實業提供。

## 組織編制

### 本處
- 處長
- 副處長

### 內部單位
- 行政室：掌理文書、庶務、出納、研考、公務保管與其他不屬於各單位之事項。
- 營運室：掌理有關行車人員及車輛管理調配、站務督導、營運業務規劃、票證管理、發售營收及績效計核等事項。
- 勞安室：掌理有關職業災害防止規劃、勞工安全衛生管理、行車人員考核調查、肇事及保險處理等事項。
- 會計室：掌理會計、歲計及統計事項。
- 政風室：掌理政風業務。
- 人事室：掌理人事管理事項。
- 機料課：掌理車輛購置、檢驗、登記、器材及油料標購等事項。

## 路線
目前全線設有總站（原位在基隆車站前）及11處分站。各路線以總站為營運中心，向市內各地（分站）展開。
一般路線的編號採取『●◎◎』三碼型式，『●』表示終點，『◎◎』則是流水號(例如01 02 ~09 10)；這是從1987年2月10日開始實施的編號方式，見1987年2月的《聯合報》基隆市版。

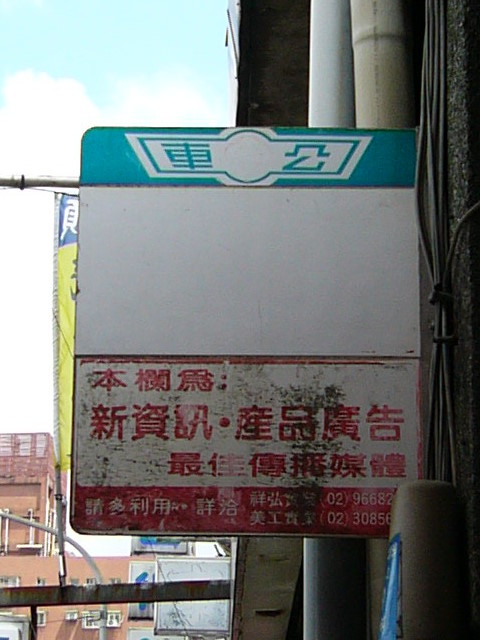
1980至1990年代的基隆市公車站牌
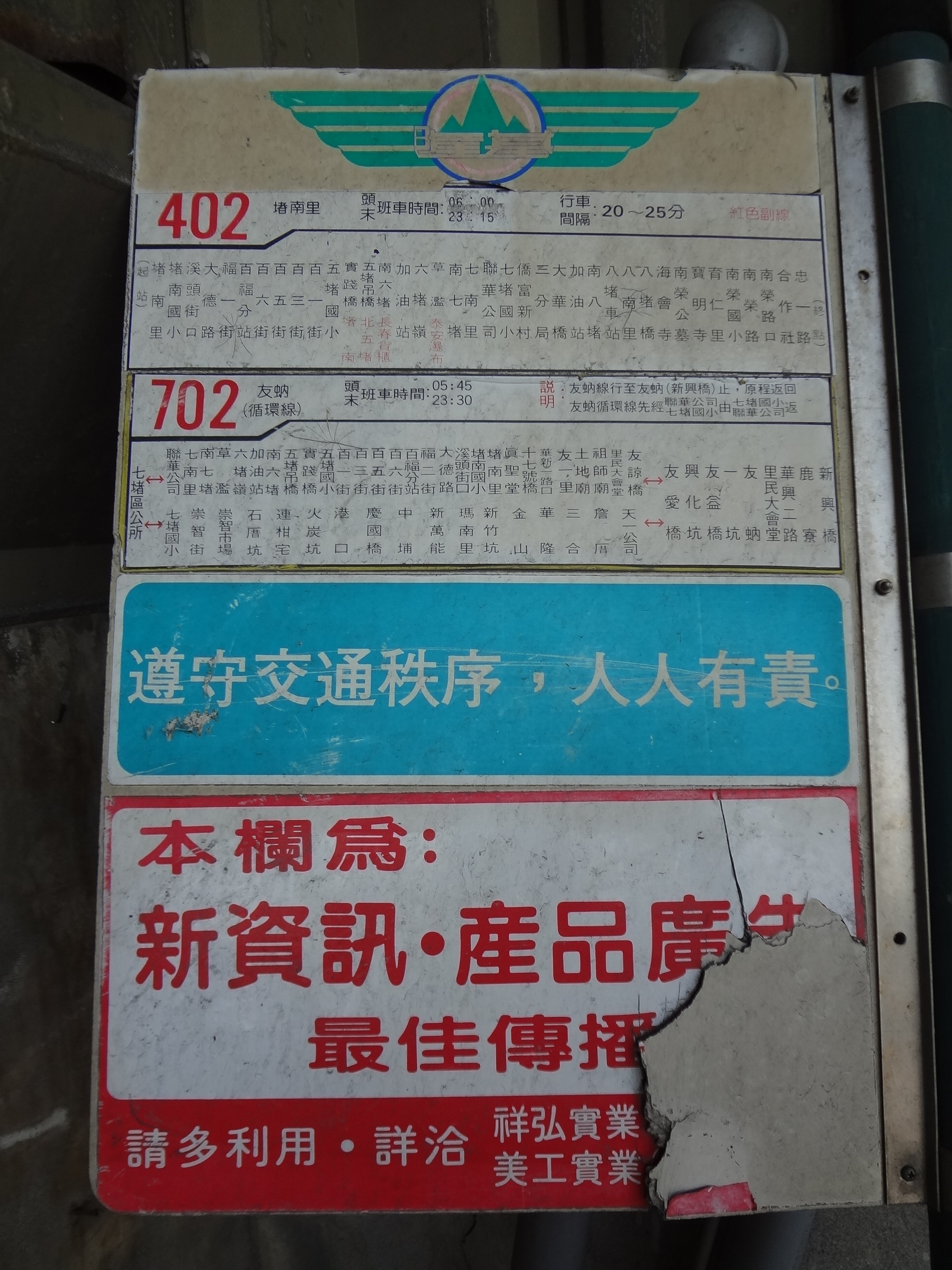
1990年代的基隆市公車站牌
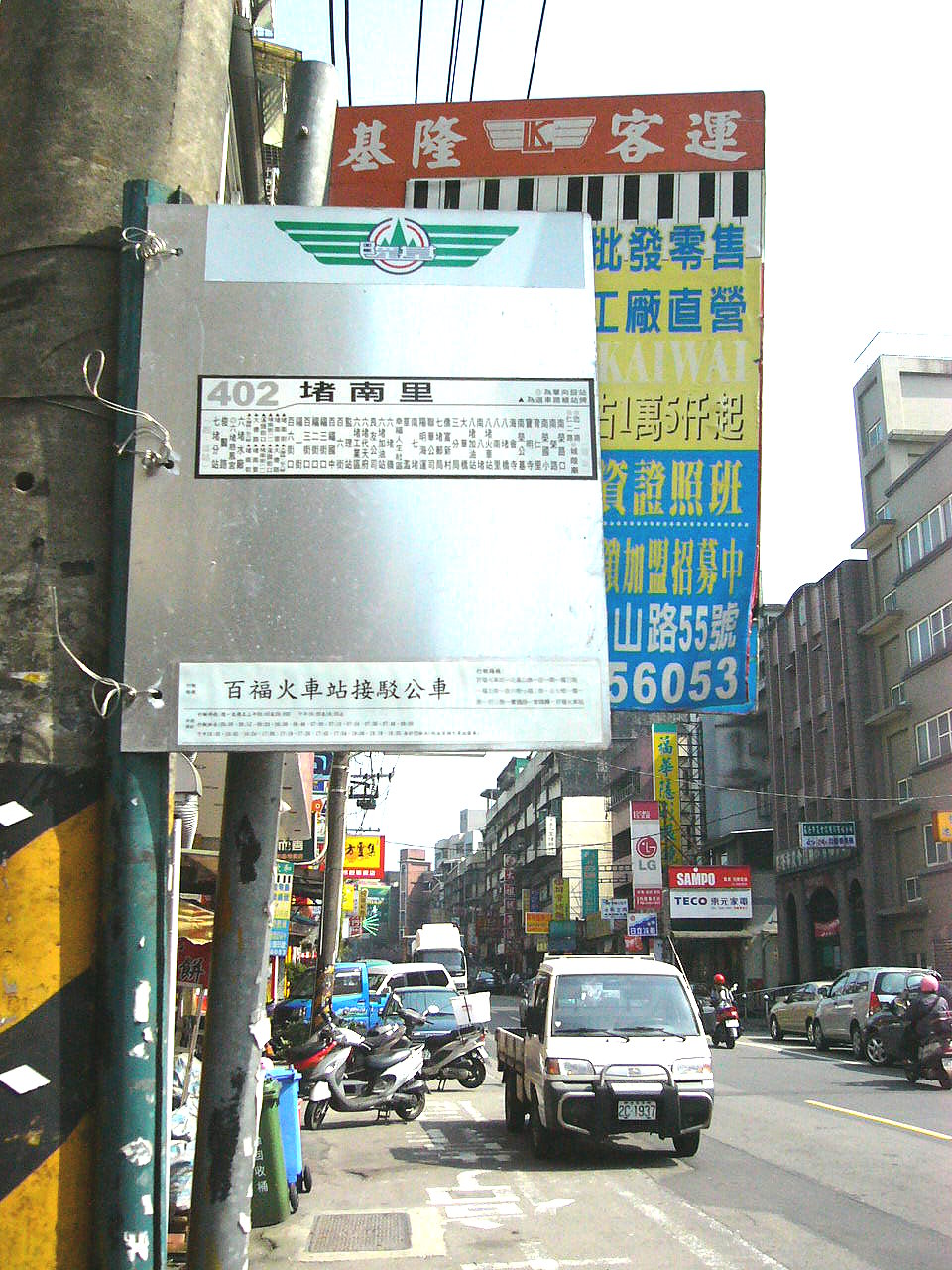
2009年的基隆市公車站牌，後方為基隆客運站牌
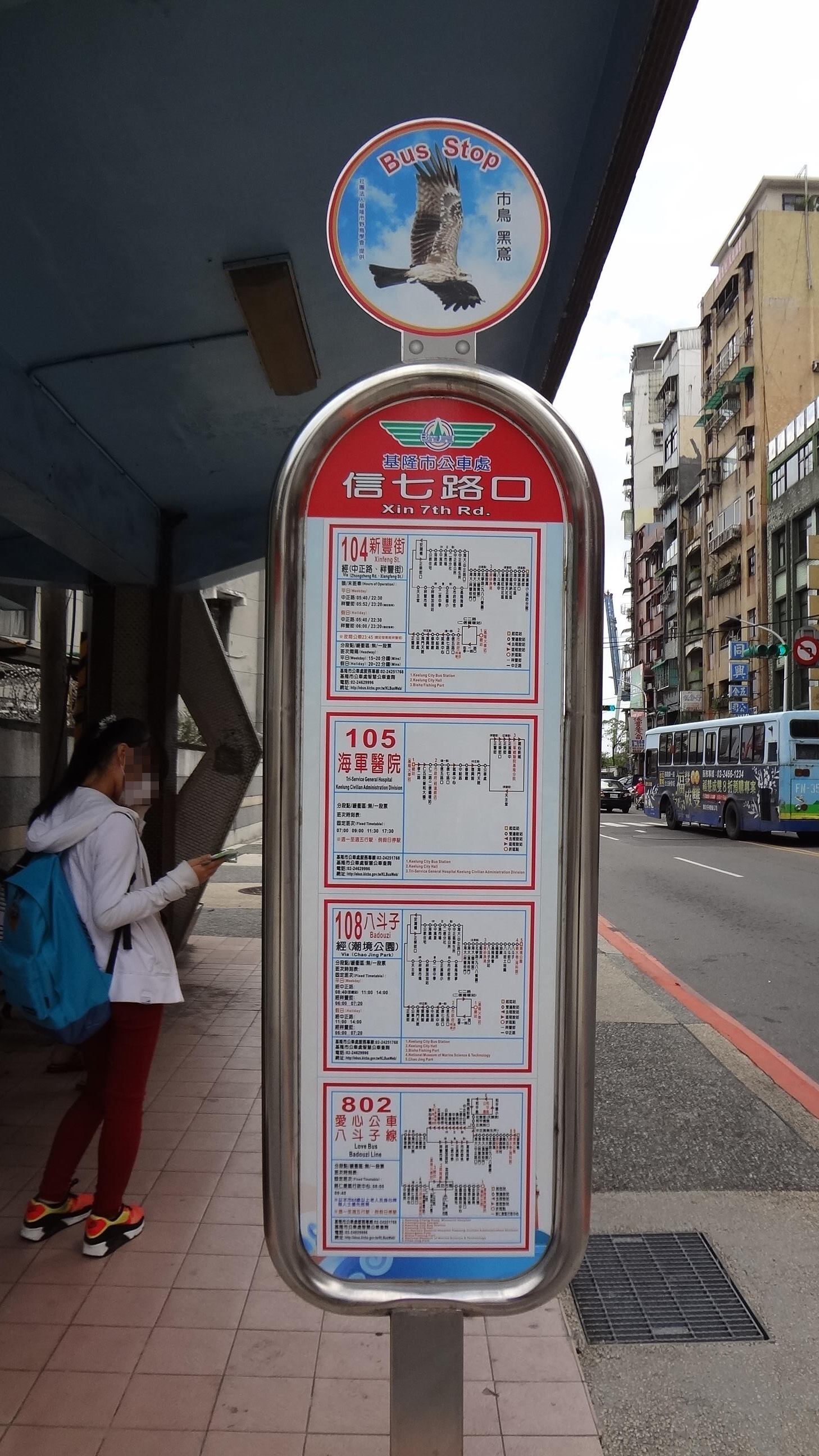
2013年起採行的現行基隆市公車站牌

### 一般路線（均為基隆市公車處行駛）
- 註一：自2021年2月1日起，原行經(含發車)基隆市公車總站、城隍廟的3、4、6字頭路線，改停靠孝四路上的「基隆火車站(南站)」招呼站。
- 註二：自2021年3月21日起，原行經(含發車)基隆市公車總站的1、2、5、8字頭路線，改臨時停靠港西街上的陽明海運大樓側站牌（站名仍為「總站」）。

往 中正區 方向
- 101（和平島　經中正路　Hoping Island　Via Zhongzheng Rd.）：和平島－中正路－基隆車站－中正路－和平島
- 101（和平島　經祥豐街　Hoping Island　Via Xiangfeng St.）：和平島－祥豐街－基隆車站－祥豐街－和平島
- 102（和平島　經祥豐街、仁五路　Hoping Island　Via Xiangfeng St. & Ren 5th Rd.）：和平島－祥豐街－基隆車站－仁五路－和平島
- 103（八斗子　經中正路　Badouzi　Via Zhongzheng Rd.）：八斗子車站－海科館－八斗子-中正路－基隆車站－中正路－八斗子－海科館－八斗子車站
- 103（八斗子　經祥豐街　Badouzi　Via Xiangfeng St.）：八斗子車站－海科館－八斗子－祥豐街－基隆車站－祥豐街－八斗子－海科館－八斗子車站
- 104（新豐街　經中正路　Xinfeng St.　Via Zhongzheng Rd.）：深美國小－新豐街－基隆車站－中正路－新豐街－深美國小
- 104（新豐街　經祥豐街　Xinfeng St.　Via Xiangfeng St.）：深美國小－新豐街－基隆車站－祥豐街－新豐街－深美國小
- 105（三軍基隆醫院　Tri-Service General Hospital Keelung Branch）：基隆車站－三總基隆院區 - 基隆車站
- 107（八斗子－信義國中－總站　Badouzi-Sinyi Junior High School-Keelung City Bus Terminal Station）：八斗子－和豐街－新豐街－信義國中－基隆車站－信二路－信義國中－新豐街－和豐街－八斗子
- 108（八斗子　經潮境公園 Badouzi Via Chao Jing Park）：基隆車站－八斗子（經祥豐街）
- 109（天顯宮　Tianxian Temple）：基隆車站－中正路－和平島－天顯宮－和平島－中正路－基隆車站

往 信義區 方向
- 201（深美國小　經仁一路　Shenmei Eelmentary School  Via Ren 1st Rd.）：基隆車站－仁一路－信義國中－深美國小
- 202（深美國小　經信二路　Shenmei Eelmentary School  Via Xin 2nd Rd.）：基隆車站－信二路－信義國中－深美國小
- 203（深澳坑　經美的世界　Shenaokeng  Via Meideshijie）：基隆車站－美的世界－深澳坑－八斗子新站
- 203（深澳坑　經富貴社區　Shenaokeng  Via Fugui Community）：基隆車站－富貴社區－深澳坑－八斗子新站
- 204（教忠街　經美的世界　Jiaozhong St.  Via Beautiful World Community）：基隆車站－綜合體育場－崇法國宅－美的世界－教忠街－深美國小
- 204（教忠街　經富貴社區　Jiaozhong St.  Via Fugui Community）：基隆車站－綜合體育場－崇法國宅－富貴社區－教忠街－深美國小
- 205（信中－和平島　Xinyi Junior High School－Hepingdao）：深美國小－信義國中－和平島

往 中山區 方向
- 301（太白莊　Taibai Village）：基隆車站－中山一、二路－中山三、四路－仙洞巖－太白莊
- 302（中山高中　Zhongshan Senior High School）：基隆車站－西定路－經國學院－中山高中－中華路－中山三、四路－太白莊
- 303（大竿林　Daganlin）：基隆車站－西定路－中和路－富都新城
- 304（高遠新村  Gaoyuan Village）: 基隆車站－中山一、二路－中山三路－高遠新村－中山四路－太白莊
- 305（濱海大道　Binhai Blvd.）：基隆車站－西定路－經國學院－中山高中－湖海路（外木山海岸）－大武崙沙灘－外木山漁港
- 306（中平街　Zhongping St.）：基隆車站－西定路－烏橋頭－中平街
- 307（中和國小　Zhonghe Elementary School）：基隆車站－西定路－中和國小
- 308（外木山漁港　Wai Mu Shan Fishing Port）：基隆車站－西定路－經國學院－中山高中－文明路－協和街(外木山漁港)
- 310（大武崙沙灘　Dawulun Beach）：基隆車站－中山一路－中華路－文化路－文明路－湖海路（外木山海岸）－大武崙沙灘
- 311（太平青鳥　Taping Bleu Book）:基隆車站－基隆轉運站－太平青鳥－中山一路－通仁街
- 312（太平青鳥　Taping Bleu Book）:基隆車站－基隆轉運站－太平青鳥－中山一路－健民街－通仁街

往 七堵區（經八堵） 方向
- 402（堵南里　Dunan Village）：基隆火車站(南站)－八堵－七堵－百福社區－堵南里
- 403（東新街　Dongxin St.）：基隆火車站(南站)－東新街－明德國中－基隆商工
- 406（長安社區　Changan Community）：基隆火車站(南站)－明德三路－堵南街－長安社區
- 407（七堵　Qidu）：基隆火車站(南站)－八堵－七堵
- 408（長安社區　Chan'an Community）：基隆火車站(南站)－長庚醫院－大華橋－七堵－百福車站－長安社區
- 409（堵南里－長庚醫院　單程　Dunan Village－Keelung Chang-Gung Hospital）：堵南里→百福社區→六堵工業區→七堵→八堵→國安路→麥金路→長庚醫院
- 410（壯觀台北－七堵火車站　Zhuangguan Taipei－Qidu Railway Station）：七堵郵局－明德路－大華橋－八德路－麥金路－長庚醫院－樂利二街－壯觀台北

往 安樂區 方向
- 501（國家新城　Guojia Xincheng）：基隆車站－安樂社區－國家新城
- 502（建德國中　Jiande Junior High School）：基隆車站－安樂社區－建德國中
- 503（鶯歌里　Yingge Village）：基隆車站－安樂社區－鶯歌里
- 505（大武崙　經安一路　Dawulun  Via An 1st Rd.）：基隆車站－安一路－大武崙
- 505（大武崙　經長庚醫院　Dawulun Via Keelung Chang Gung Memorial Hospital）：基隆車站－安樂社區－基隆長庚醫院－大武崙
- 506（壯觀里－富景天下－基隆車站　經安樂路　Zuhangguan Village Fujing Community Keelung Railway Station Via Anle Rd.：基隆車站－成功一路－安樂路一、二段－富景天下－壯觀里
- 508（澳底漁港　Aodi Fishing Port）：基隆車站－大武崙－澳底漁港
- 509（情人湖　Lovers Lake）：基隆車站－情人湖－武崙國中
- 510（大武崙－七堵　Dawulun-Qidu）：大武崙－麥金路－八堵車站－七堵車站

往 四腳亭（經暖暖）方向
- 601（四腳亭　Sijiaoting）：四腳亭－碇內－八堵國小－基隆火車站(南站)
- 602（暖暖　Nuannuan）：暖暖－基隆火車站(南站)
- 603（東勢坑　Dongshikeng）：東勢坑－基隆火車站(南站)
- 605（龍門谷　Longmen Valley）：龍門谷－基隆火車站(南站)
- 605（龍門谷{去經長庚醫院}　Longmen Valley Via Keelung Chang Gung Memorial Hospital [when go to TRA Keelung station]）：龍門谷－去經長庚醫院－基隆火車站(南站)
- 605（龍門谷{回經長庚醫院}　Longmen Valley Via Keelung Chang Gung Memorial Hospital [when go back to Longmen Valley]）：－基隆火車站(南站)－回經長庚醫院－龍門谷
- 606（碇內－八堵－七堵　Dingnei－Badu－Qidu）：四腳亭－源遠路－東碇路－東勢街－暖暖區公所－基隆高中－八堵路－明德一路－自治街－基隆商工
- 607（羅傑摩爾社區　Luojiemoer Community）：八南里－八堵橋－過港路－靈鳳宮－羅傑摩爾社區
- 608（南新街　Nanxin St.）：基隆車站－仁五路－南榮路口－三坑－南新街

往 七堵山區 方向
- 701（瑪陵　Maling）：七堵－瑪陵
- 702（友蚋　Yourui）：七堵－友蚋
- 703（瑪東里　Madong Village）：七堵－瑪東里
- 706（泰安路　Taian Rd.）

※資料來源：基隆市公車處

### 主題公車
- 愛心公車　Love Bus 
  - 801 信義國中－國家新城　Xinyi Junior High School－Guojia Xincheng
  - 802 八子－長庚醫院  Badouzi-Keelung Chang Gung Memorial Hospital
  - 803 八子－長庚醫院（經信義國中）Badouzi-Keelung Chang Gung Memorial Hospital
- 聯線公車
  - 409 堵南－國家新城 Dunan Village-Guojia Xincheng
- 夜間公車Night Bus（24:00自總站發車Depart From The Keelung City Bus Station At 24:00）
  - 101 和平島（經中正路）  Heping Island Via Zhongzheng Rd.
  - 104 新豐街（經祥豐街） Xinfeng St. Via Xiangfeng St.（23:45總站發車）
  - 202 深美國小（經仁五路、信二路） Shenmei Elementary School Via Ren 5th Rd. & Xin 2nd Rd.
  - 501 國家新城　Guojia Xincheng
- 百福車站接駁公車　Baifu Railway Station Shuttle Bus
  - 705 百福車站－百福社區　Baifu Railway Station－Baifu Community
- 臺鐵捷運化接駁公車
  - R66 海科館－七堵車站（經台62線、新豐街）
  - R82 國家新城－七堵車站（2016年11月28日延伸至百福車站，2019年已申請R81併線至R82）
  - R86 幸福華城－七堵車站（平日及假日部分班次僅行駛至台北大鎮止。）
  - T99 外木山－瑞芳漁會（台灣好行濱海奇基線）

## 乘車規則
- 公車離站以後、靠站以前，一律不開門。公車停靠招呼站以前，若車上無人按下車鈴表示下車意願，且站內無人招手表示乘車意願，則過站不停。若乘客按下車鈴時已明顯不可能安全停靠最近站牌，視為下一站下車意願。
- 車上禁止吸菸、飲食、嚼食口香糖或檳榔。
- 原因乘車時僅需上車刷卡或付現，為維護乘車動向順暢，搭乘雙門公車，前門上車、後門下車。於2022年7月1日起配合DRTS政策，公車處在中門位置新增驗票機，改前後門均可上下車，上車投現上下車刷卡。

## 收費方式
- 基隆市公車的收費方式採取投現收費與電子票證收費並行，車費則是全部皆以一段票收費。投現收費不找零，因此須於乘車前自備足額零錢。初期基隆市公車的電子票證，稱為基隆交通卡，採用與悠遊卡相容的介面系統，2004年7月1日起發行。2007年9月1日起，基隆市公車處停售基隆交通卡，改為使用悠遊卡公司發行的基隆悠遊卡。

- 2006年6月30日以前，基隆市公車票價為全票新臺幣12元、半票新臺幣9元，一律上車投現。2006年7月1日，單段票價調整為全票新臺幣15元、學生票新臺幣9元（僅限於使用學生交通卡，若為投現則票價比照全票）；老人、身心障礙者與兒童優待票新臺幣8元。另外，持有基隆交通卡敬老愛心卡、敬老卡、關懷卡者可免費搭乘基隆市公車，關懷陪伴卡緊接在關懷卡後使用可享半票優惠，惟這些卡種必須在各區公所提出申請。

- 因基隆市公車處多年虧損嚴重，2019年基隆市政府評估以需求反應式運輸服務（DRTS）取代偏遠虧損路線，於2022年7月1日起試辦三個月，使用電子票證乘車上下車刷卡。

- 交通部推出公共運輸定期票(1200北北基桃都會通)，於2023年7月1日啟用，以悠遊卡為載具，在票卡有效期間（30日）內可不限次數搭乘基隆市公車、臺北市聯營公車、新北市公車、桃園市公車、臺北捷運、新北捷運、桃園捷運、北北基桃範圍內國道客運和台鐵，並可享雙北市YouBike借車前30分鐘免費優惠及桃園市YouBike借車前60分鐘免費優惠。

- 交通部推出公共運輸定期票(288基隆市定期票)，於2023年10月16日啟用，以悠遊卡、一卡通、愛金卡為載具，在票卡有效期間（30日）內可不限次數搭乘基隆市公車(限公車處營運路線)。

- 一律「上車投現」或「上下車刷卡」，可使用一卡通、悠遊卡、愛金卡[4]等電子票證進行付費。

- 現金新臺幣15元【夜間新臺幣18元】
- 普通卡新臺幣15元【夜間新臺幣18元】
- 學生卡新臺幣9元【夜間新臺幣11元】
- 優待卡新臺幣8元【夜間新臺幣10元】
- 社福卡新臺幣8元/點

※未使用學生卡、優待卡、社福卡，投現之乘客不得享有乘車優惠，須付全票新臺幣15元、夜間票新臺幣18元。

## 外部連結
- 基隆市公車處 （页面存档备份，存于） （繁體中文）
- 基隆市公車動態查詢系統 （页面存档备份，存于） （繁體中文）